# Edward Brock Carter
Pour les articles homonymes, voir Carter.
Edward Brock Carter (1er mars 1822-27 septembre 1883) est un écrivain, avocat, professeur et homme politique fédéral et provincial du Québec.

## Biographie
Né à Trois-Rivières dans le Bas-Canada, il étudia dans sa ville natale et au Collège de Nicolet. Il travailla ensuite comme gérant dans un établissement commercial de 1838 à 1840. Il se perfectionna ensuite en droit avec Edward Short, Thomas Cushing Aylwin, F.W. Primrose et John Rose, lui permettant de devenir membre du Barreau du Bas-Canada en 1845 et de pratiquer dans la région de Montréal. Nommé commis responsable de paix dans le district de Montréal de 1862 à 1866. En 1862, il fut nommé au Conseil de la Reine et devint professeur associé en droit criminel en ensuite professeur émérite de l'Université McGill. Il publia A Treatise on the Law and Practice on Summary Convictions and Orders by Justices of the Peace in Upper and Lower Canada en 1856.
Élu député du Parti conservateur du Québec dans la circonscription provincial de Montréal-Centre en 1867, il fut défait en 1871 dans les circonscriptions de Montréal-Centre et dans Châteauguay.
Élu député du Parti conservateur dans la circonscription fédérale de Brome lors d'une élection partielle déclenchée après la démission du député Christopher Dunkin en 1871, il est réélu en 1872. Il ne se représenta pas en 1874.
M. Carter sert aussi comme gouverneur du Collège Bishop's et comme solliciteur du Diocèse anglican de Montréal. Il est mort à Montréal à l'âge de 61 ans.